# Systole (hart)

(Ventriculaire) systole

Pompen

Systole ([ˈsɪstolə]) is de fase waarin de kamers van het hart contraheren (samentrekken).

## Bloedsomloop
De linkerventrikel pompt zuurstofrijk bloed door de aorta naar de weefsels, de rechterkamer pompt tijdens de systole zuurstofarm bloed naar de longen, waarna dit zuurstofrijk terugkeert naar de linkerboezem (atrium) die het bloed weer naar de linkerventrikel geleidt. Tijdens de systole zijn de atrioventriculaire kleppen, de kleppen tussen boezems en ventrikels gesloten. De aortaklep en de pulmonalisklep, dat zijn de kleppen tussen de ventrikels of kamers en de aorta en de longslagader, staan wijd open.
De systole begint als de atrioventriculaire kleppen sluiten, wat te horen is als de eerste harttoon. Ze maakt plaats voor de diastole als de aortaklep en de pulmonalisklep sluiten en zo de tweede harttoon doen klinken.

## Tijdens de hartactie

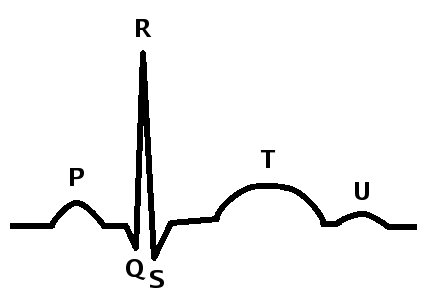
ECG-registratie van één hartslag; de systole begint bij het QRS-complex en eindigt met de T-top

Door een elektrische prikkel die ontstaan is in de sinusknoop en via de boezems en de AV-knoop via de bundel van His de hartspier bereikt, verliest de wand van de spiercellen zijn elektrische lading en trekt de spier samen. Op het ECG is dit zichtbaar als het QRS complex. De celmembraan blijft nog even ontladen tot de celmembraan weer gepolariseerd raakt, dat is zichtbaar tijdens de T-top op het ECG. Dan begint de diastole waarin de kamers zich weer vullen.

## Bloeddruk

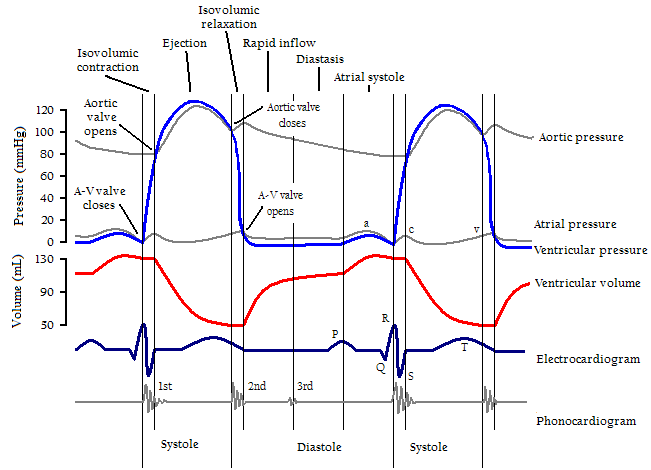
Onder meer de druk in de ventrikel en aorta

Tijdens de systole loopt de bloeddruk in de linkerventrikel en de aorta op tot normaal zo'n 125 mm Hg. Dit is de systolische bloeddruk. Tijdens de diastole zakt de druk voorbij de aortaklep iets tot ongeveer 80 mm Hg: de diastolische bloeddruk. Deze drukgolven, of polsgolven, hebben enige tijd nodig om van de aorta naar bijvoorbeeld de pols te komen. De drukken in de rechterventrikel en de longslagader zijn ongeveer zes keer zo laag.